# Paragiopagurus pilimanus
Paragiopagurus pilimanus är en kräftdjursart som först beskrevs av Alphonse Milne-Edwards 1880.  Paragiopagurus pilimanus ingår i släktet Paragiopagurus och familjen Parapaguridae. Inga underarter finns listade i Catalogue of Life.